# Hulbert (Oklahoma)
Pour les articles homonymes, voir Hulbert.
La ville de Hulbert est située dans le comté de Cherokee, dans l’État de l’Oklahoma, aux États-Unis. Sa population s’élevait à 590 habitants lors du recensement de 2010, estimée à 603 habitants en 2015.